# Flash Airlines
Flash Airlines – egipska prywatna linia lotnicza, działająca w latach 1997–2004, obsługująca linie czarterowe i tanie linie lotnicze z lotnisk Egiptu, należąca do korporacji turystycznej Flash Group. Główny port Kair. Wcześniej działała pod nazwą Heliopolis Airlines.
Firma wyspecjalizowała się w obsłudze ruchu turystycznego w oparciu o flotę składającą się z dwóch Boeingów 737-300. Flash Airlines wykonywały również loty czarterowe do Warszawy.

## Katastrofa lotu Flash Airlines 604
W sobotę 3 stycznia 2004 o godzinie 4:44 czasu lokalnego, samolot Boeing 737-3Q8 SU-ZCF (nr fabr. 26283/2383),
linii lotniczych "Flash Airlines", runął do Zatoki Akaba Morza Czerwonego zaraz po starcie z lotniska w Szarm el-Szejk. Nikt z 148 pasażerów, wracających z wypoczynku (135 Francuzów i 13 osób załogi) nie przeżył. Przyczyną była prawdopodobnie usterka techniczna.
Maszyna, leciała do Paryża (lotnisko Charles de Gaulle) z międzylądowaniem w Kairze. Jak wykazała inspekcja, linie nie przestrzegały procedur technicznych mających na celu zapewnienie bezpieczeństwa lotów. Linie te od października 2002 roku miały zakaz przelotów nad terytorium Szwajcarii, później miały też zakaz lądowania w Polsce, Norwegii, a później również we Francji.

## Zaprzestanie działalności Flash Airlines
Drugi Boeing 737-300 (737-3Q8) (N271LF), 23 listopada 2004 roku został sprzedany Cayman Airways (VP-CAY).